# Réver
Réver Humberto Alves Araújo, noto semplicemente come Réver (Ariranha, 4 gennaio 1985), è un ex calciatore brasiliano, di ruolo difensore.

## Caratteristiche tecniche
Gioca come difensore centrale, ma può anche ricoprire il ruolo di mediano.

## Carriera

### Club
Réver giocò per il Paulista dal 2004 al 2007; dopo il prestito all'Al-Wahda, nel 2008 fu mandato in prestito al Grêmio, dove giocò il campionato nazionale, venendo poi confermato nel novembre 2008.
Il 28 gennaio 2010 è stato acquistato dal club tedesco del Wolfsburg.
Il 31 luglio viene ufficializzato il suo passaggio all'Atletico Mineiro per circa 3 milioni di euro.
Il 14 gennaio 2015 firma per l'Internacional.

## Statistiche

### Presenze e reti nei club
Statistiche aggiornate al 17 maggio 2016.
| Stagione                | Squadra                 | Campionato              | Campionato | Campionato | Coppe nazionali | Coppe nazionali | Coppe nazionali | Coppe continentali | Coppe continentali | Coppe continentali | Altre coppe | Altre coppe | Altre coppe | Totale | Totale |
| Stagione                | Squadra                 | Comp                    | Pres       | Reti       | Comp            | Pres            | Reti            | Comp               | Pres               | Reti               | Comp        | Pres        | Reti        | Pres   | Reti   |
| ----------------------- | ----------------------- | ----------------------- | ---------- | ---------- | --------------- | --------------- | --------------- | ------------------ | ------------------ | ------------------ | ----------- | ----------- | ----------- | ------ | ------ |
| 2008                    | Grêmio                  | A                       | 35         | 2          | -               | -               | -               | CS                 | 1                  | 0                  | -           | -           | -           | 36     | 2      |
| 2009                    | Grêmio                  | A+PD/RS                 | 31+14      | 5+0        | -               | -               | -               | CL+CS              | 12+1               | 2+0                | -           | -           | -           | 58     | 7      |
| Totale Grêmio           | Totale Grêmio           | Totale Grêmio           | 66+14      | 7+0        |                 |                 |                 |                    | 14                 | 2                  |             |             |             | 94     | 9      |
| gen.-giu. 2010          | Wolfsburg               | BL                      | -          | -          | -               | -               | -               | UEL                | 1                  | 0                  | -           | -           | -           | 1      | 0      |
| lug.-dic. 2010          | Atlético Mineiro        | A                       | 18         | 2          | -               | -               | -               | -                  | -                  | -                  | -           | -           | -           | 18     | 2      |
| 2011                    | Atlético Mineiro        | A+M1/MG                 | 30+13      | 4+1        | CB              | 4               | 0               | CS                 | 2                  | 0                  | -           | -           | -           | 49     | 5      |
| 2012                    | Atlético Mineiro        | A+M1/MG                 | 28+14      | 6+0        | CB              | 4               | 1               | -                  | -                  | -                  | -           | -           | -           | 46     | 7      |
| 2013                    | Atlético Mineiro        | A+M1/MG                 | 23+12      | 0+5        | CB              | 2               | 0               | CL                 | 12                 | 2                  | Cmc         | 2           | 0           | 51     | 7      |
| 2014                    | Atlético Mineiro        | A+M1/MG                 | 7+1        | 1+0        | -               | -               | -               | CL                 | 3                  | 0                  | RS          | 1           | 0           | 12     | 1      |
| Totale Atlético Mineiro | Totale Atlético Mineiro | Totale Atlético Mineiro | 106+40     | 13+6       |                 | 10              | 1               |                    | 17                 | 2                  |             | 3           | 0           | 176    | 22     |
| 2015                    | Internacional           | A+PD/RS                 | 17+7       | 2+0        | CB              | 2               | 0               | CL                 | 6                  | 1                  | -           | -           | -           | 32     | 3      |
| 2016                    | Internacional           | A+PD/RS                 | 0+6        | 0+0        | -               | -               | -               | -                  | -                  | -                  | -           | -           | -           | 6      | 0      |
| Totale Internacional    | Totale Internacional    | Totale Internacional    | 17+13      | 2+0        |                 | 2               | 0               |                    | 6                  | 1                  |             |             |             | 38     | 3      |
| Totale carriera         | Totale carriera         | Totale carriera         | 256        | 28         |                 | 12              | 1               |                    | 38                 | 5                  |             | 3           | 0           | 309    | 34     |

### Cronologia presenze e reti in nazionale
| Cronologia completa delle presenze e delle reti in nazionale ― Brasile | Cronologia completa delle presenze e delle reti in nazionale ― Brasile | Cronologia completa delle presenze e delle reti in nazionale ― Brasile | Cronologia completa delle presenze e delle reti in nazionale ― Brasile | Cronologia completa delle presenze e delle reti in nazionale ― Brasile | Cronologia completa delle presenze e delle reti in nazionale ― Brasile | Cronologia completa delle presenze e delle reti in nazionale ― Brasile | Cronologia completa delle presenze e delle reti in nazionale ― Brasile |
| Data                                                                   | Città                                                                  | In casa                                                                | Risultato                                                              | Ospiti                                                                 | Competizione                                                           | Reti                                                                   | Note                                                                   |
| ---------------------------------------------------------------------- | ---------------------------------------------------------------------- | ---------------------------------------------------------------------- | ---------------------------------------------------------------------- | ---------------------------------------------------------------------- | ---------------------------------------------------------------------- | ---------------------------------------------------------------------- | ---------------------------------------------------------------------- |
| 7-10-2010                                                              | Abu Dhabi                                                              | Iran                                                                   | 0 – 3                                                                  | Brasile                                                                | Amichevole                                                             | -                                                                      | 78’                                                                    |
| 15-9-2011                                                              | Córdoba                                                                | Argentina                                                              | 0 – 0                                                                  | Brasile                                                                | Amichevole                                                             | -                                                                      |                                                                        |
| 29-9-2011                                                              | Belém                                                                  | Brasile                                                                | 2 – 0                                                                  | Argentina                                                              | Amichevole                                                             | -                                                                      |                                                                        |
| 11-9-2012                                                              | Recife                                                                 | Brasile                                                                | 8 – 0                                                                  | Cina                                                                   | Amichevole                                                             | -                                                                      | 77’                                                                    |
| 20-9-2012                                                              | Goiânia                                                                | Brasile                                                                | 2 – 1                                                                  | Argentina                                                              | Amichevole                                                             | -                                                                      |                                                                        |
| 22-11-2012                                                             | Buenos Aires                                                           | Argentina                                                              | 2 – 1                                                                  | Brasile                                                                | Amichevole                                                             | -                                                                      | 15’                                                                    |
| 6-4-2013                                                               | Santa Cruz de la Sierra                                                | Bolivia                                                                | 0 – 4                                                                  | Brasile                                                                | Amichevole                                                             | -                                                                      |                                                                        |
| 25-4-2013                                                              | Belo Horizonte                                                         | Brasile                                                                | 2 – 2                                                                  | Cile                                                                   | Amichevole                                                             | 1                                                                      |                                                                        |
| Totale                                                                 |                                                                        | Presenze                                                               | 8                                                                      |                                                                        | Reti                                                                   | 1                                                                      |                                                                        |

## Palmarès

### Club

#### Competizioni statali
- Campionato Mineiro: 2

Atlético Mineiro: 2012, 2022
- Campionato Carioca: 1

Flamengo: 2017

#### Competizioni nazionali
- Coppa del Brasile: 2

Paulista: 2005
Atlético Mineiro: 2014
- Campionato brasiliano: 1

Atlético Mineiro: 2021
- Supercoppa del Brasile: 1

Atlético Mineiro: 2022

#### Competizioni internazionali
- Coppa Libertadores: 1

Atlético Mineiro: 2013
- Recopa Sudamericana: 1

Atlético Mineiro: 2014

### Nazionale
- Confederations Cup: 1

Brasile 2013